# Tuna Universitária do Instituto Superior Técnico
A Tuna Universitária do Instituto Superior Técnico (TUIST) é um grupo musical tradicional vinculado ao Instituto Superior Técnico, em Lisboa, Portugal. Fundada a 20 de março de 1993 por estudantes do IST, a TUIST é reconhecida como uma das tunas mais prestigiadas do país, tendo conquistado inúmeros prémios em festivais nacionais. Destaca-se pela sua dedicação à música, à tradição académica e ao convívio, contando com mais de 160 membros ao longo da sua história.
A TUIST tem já seis discos editados, sendo três álbuns gravações das edições II, III, XX do seu Festival de Tunas, o “TUIST”, um álbum do seu espectáculo ao vivo com a Orquestra do Norte em 2011, entitulado “TUIST em Concerto”, uma compilação das músicas mais conhecidas do seu repertório, e um EP lançado em 2025 com o tema “Fados”, para além de ter feitos sessões de estúdio para um EP com lançamento em 2006, projeto que foi posteriormente abandonado.
Anualmente organiza o “TUIST - Festival de Tunas Cidade de Lisboa”, um evento com caráter competitivo que reúne tunas de destaque, para além de organizar o “Noites de Luar”, um espetáculo ao ar livre, sem caráter competitivo, realizado na Fonte Luminosa da Alameda D. Afonso Henriques, em parceria com a Junta de Freguesia do Areeiro. 

## Fundação
A Tuna Universitária do Instituto Superior Técnico foi oficialmente fundada a 20 de março de 1993, data da sua primeira aparição pública, durante o I Encontro de Tunas Académicas no Técnico, realizado no campus da Alameda. Este momento marcou o lançamento formal de um projeto que vinha sendo preparado desde o ano anterior.

### Contexto Académico
A fundação da TUIST insere-se no contexto do renascimento do movimento tunante académico em Portugal nos finais da década de 1980. À época, várias tunas estavam a ser criadas por estudantes nas suas instituições de ensino superior, tanto politécnicos como universidades, e, em particular, na cidade de Lisboa. No Instituto Superior Técnico, destacou-se a formação da Tuna Académica de Engenharia Informática, que chegou a realizar atuações pontuais, incluindo uma a convite da Secção Recreativa da Associação de Estudantes em maio de 1992. Vários elementos desta formação viriam a integrar o grupo fundador da TUIST.

### O começo
Com o objetivo de formar uma tuna que representasse oficialmente todo o Instituto Superior Técnico, um grupo de estudantes promoveu, no início do ano letivo de 1992/1993, os primeiros ensaios abertos, através de cartazes afixados nas instalações do Técnico.
O grupo começou a realizar as suas primeiras atuações informais em locais públicos, como a Rua Augusta, em Lisboa, angariando fundos que, juntamente com o apoio institucional do Conselho Diretivo do IST, permitiram a aquisição de instrumentos musicais e trajes académicos. Antes da sua estreia formal em Março de 1993, o grupo que viria a tornar-se a TUIST realizou a sua primeira actuação na festa de Natal dos funcionários do IST, em dezembro de 1992, a convite do Conselho Diretivo da instituição.
Logo três meses após a estreia oficial, a TUIST foi distinguida com os prémios de Melhor Tuna e Tuna mais Tuna no Sarau Académico da Semana Académica de Lisboa de 1993.

## A Tuna

### Prémios e Distinções
A TUIST tem sido premiada em múltiplos concursos de tunas e eventos académicos, contando no seu Palmarés prémios distintos: Melhor Tuna, Melhor Solista troféus em festivais nacionais e internacionais. A TUIST foi também presenteada com diversas menções honrosas em galardões culturais estudantis (exemplos? ) e reconhecida na suas digressões nacionais e internacionais com ofertas pelas entidades institucionais..

### Apresentação
Uma das marcas mais notáveis da TUIST é a importância que dá às suas apresentações. Muitas vezes em forma de rábula ou sketch, são tradicionalmente encenadas por elementos da TUIST, com destaque para Manuel “Doutor” Ferreira e para o Vasco “Véspera” Pereira numa fase inicial. Mesmo em contextos em que não se recorre à encenação, as apresentações procuram sempre conjugar humor e sátira com os momentos musicais, contribuindo para a construção de uma narrativa ao longo do espetáculo.

### Ligação entre Gerações
Em 2013, por ocasião do seu 20.º aniversário, a TUIST publicou uma fotobiografia comemorativa que reúne imagens, testemunhos e documentos marcantes das duas primeiras décadas de atividade. Esta edição tornou-se um marco simbólico da forte ligação intergeracional que caracteriza a tuna, refletindo a participação ativa de antigos membros na preservação da memória coletiva e no apoio contínuo às novas gerações.

Com mais de três décadas de existência, a TUIST é uma presença reconhecida no universo académico português. A sua atividade inclui a procura constante de inovação, tanto nos arranjos musicais, na criação de repertório original, como na conceção de espetáculos que combinam elementos de humor com a componente musical. Anualmente, realiza atuações temáticas e introduz novas músicas no repertório, entre outras novidades. Esta identidade mantém-se ao longo do tempo, com a participação de antigos elementos que continuam a acompanhar e apoiar a evolução da tuna.

## Família TUIST

### Tuna Madrinha - Tuna Académica do Liceu de Évora (TAE)
A Tuna Académica do Liceu de Évora (TAE), fundada em 1 de dezembro de 1900, é uma das tunas mais antigas de Portugal e mais antiga do ensino secundário, sendo a única tuna secundária ainda ativa. É uma tuna exclusivamente instrumental. A TAE exerceu uma influência significativa na formação da identidade e dos valores da TUIST, dado que vários dos seus fundadores foram membros da TAE ou tinham familiares que o eram. Esta ligação histórica foi um dos principais motivos para a escolha da TAE como Tuna Madrinha da TUIST.
Desde 1993, a TAE participa em todas as edições do TUIST - Festival de Tunas Cidade de Lisboa. Anualmente, na data do aniversário da TAE, a TUIST desloca-se a Évora para celebrar esta ocasião especial. Na véspera, 30 de novembro, realiza-se um espetáculo na Sé Catedral de Évora, com atuações da TUIST, da TAE e de outros grupos académicos locais. No dia seguinte, ocorre a Récita de Gala, um evento que reforça os laços de amizade entre as duas tunas.

### Tuna Afilhada - Tuna Feminina do Instituto Superior Técnico (TFIST)
A Tuna Feminina do Instituto Superior Técnico (TFIST) foi fundada em maio de 1994, tornando-se a primeira e única tuna feminina do IST. A sua apresentação oficial teve lugar em dezembro do mesmo ano, durante o 83º aniversário da Associação dos Estudantes do Instituto Superior Técnico (AEIST), com a TUIST assumindo o papel de Tuna Madrinha. Desde então, a relação entre ambas tem sido marcada por camaradagem, entreajuda e respeito mútuo.
Reconhecida como uma das melhores tunas femininas de Portugal, a TFIST representa o IST em diversos festivais e cidades, promovendo o espírito académico e a música. A TFIST organiza, entre outros eventos, o seu próprio festival, a Expedição, que estreou em 1997 e já conta com catorze edições e a participação de muitas outras tunas femininas de destaque. A TUIST é presença regular neste evento, da mesma forma que a TFIST participa frequentemente no festival da TUIST.  Em ocasiões especiais, chegaram a atuar em conjunto, como no XXVII Celta 'Duetos', realizado em Braga em 2022, um exemplo recente dessa colaboração.

## Música
O estilo musical da Tuna Universitária do Instituto Superior Técnico segue os padrões típicos das tunas académicas, inserindo-se no âmbito da música popular portuguesa.
Destaca-se pela adaptação e interpretação de músicas tradicionais portuguesas, como o fado e marchas populares. Esta abordagem contribui para a preservação e divulgação do património musical nacional, através de arranjos originais que incorporam o estilo próprio da TUIST.
Para além da música portuguesa, a TUIST incorpora influências de géneros musicais de outras culturas, nomeadamente da música latino-americana — como o bolero e a bossa nova — e da música popular mediterrânica, com especial destaque para temas oriundos de Espanha e Itália.

### Instrumentos
Os instrumentos da TUIST seguem o modelo clássico das tunas universitárias portuguesas, sendo composta por:
- Cordofones: guitarra clássica, bandolim, cavaquinho, violino e contrabaixo acústico;
- Instrumentos de Percussão: pandeireta, bombo, cajón, djambé, outros instrumentos percurssivos;
- Outros Instrumentos: acordeão, flauta;
- Vozes: tanto em uníssono como em arranjos polifónicos.

Pontualmente, a TUIST recorre também a outros tipos de instrumentos, que acrescentam novas sonoridades ao seu repertório, tais como: guitarra portuguesa, trompete, trombone, piano, braguesa, banjolim, bateria, guitarra e baixo eléctrico, adufes, kazoo, entre outros.

## O Festival - TUIST
Desde a sua fundação em 1993, a Tuna Universitária do Instituto Superior Técnico tem promovido a música através da organização de espetáculos musicais, sendo o TUIST - Festival de Tunas Cidade de Lisboa o seu principal e mais emblemático evento. Com 24 edições realizadas, o festival reúne algumas das melhores tunas nacionais e internacionais, atraindo a comunidade do Instituto Superior Técnico (IST), da Universidade de Lisboa e o público em geral, celebrando a tradição académica e a cultura musical.

### O Primeiro Festival
O marco inicial da história da TUIST ocorreu com a realização do “I Encontro Académico de Tunas do Técnico”, um evento que teve lugar na Alameda do IST, no dia que viria a definir a data da fundação da Tuna, e que reuniu mais de 3000 pessoas num ambiente festivo e académico, característico de um arraial. Este evento não só assinalou a fundação oficial da TUIST, como também representou a sua primeira atuação pública, com os membros da tuna a subirem ao palco pela primeira vez.
Apesar de estar numa fase inicial, a TUIST, com o apoio de contactos na TAE, conseguiu fazer um festival com um total de oito tunas: TAE, EUC, EUL, Tuna da Escola Superior Agrária de Beja, Tuna Universitária de Badajoz, Tuna da Escola Politécnica de Valladolid, Tuna de Física de Sevilha e a própria TUIST.
O formato inovador do “I Encontro Académico de Tunas do Técnico”, com a sua combinação de atuações musicais, convívio académico e envolvimento da comunidade estudantil, serviu como inspiração para eventos futuros. A Associação de Estudantes do Instituto Superior Técnico adotou este modelo, transformando-o num evento anual que passou a ser conhecido como o “Arraial do Técnico”. Este arraial tornou-se uma das maiores celebrações do IST, atraindo milhares de participantes e mantendo viva a essência festiva e cultural até aos dias de hoje.

### O “TUIST” nos dias de Hoje
Espetáculo
Em 1994, o evento assumiu uma vertente competitiva, transformando-se no II Festival Internacional de Tunas do Instituto Superior Técnico, com a sua realização no Coliseu dos Recreios, integrado na programação de "Lisboa 94 – Capital Europeia da Cultura". Este festival teve apoio da Câmara Municipal de Lisboa, que cedeu o Coliseu gratuitamente, e foi transmitido pela RTP, elevando o evento a maior visibilidade nacional.
Desde então, o TUIST consolidou-se como imagem de marca da TUIST, sendo habitualmente realizado no Coliseu dos Recreios até passar a decorrer na Aula Magna da Universidade de Lisboa, onde teve lugar nas últimas edições.
Ao longo das edições, o festival tem apresentado um formato de concurso entre tunas convidadas, normalmente distribuído por duas noites de espetáculo, incluindo atuações extraconcurso. Ao longo dos anos, o festival também deu origem a materiais como CDs comemorativos, registos audiovisuais e filmes de apresentação.
Festa
O TUIST sempre procurou cultivar uma forte componente de convívio académico e envolvimento da comunidade estudantil. As primeiras edições ficaram associadas a festas ao ar livre, como o arraial no Castelo de S. Jorge ou na própria Alameda do Técnico. Outras festas temáticas foram organizadas ao longo dos anos, como a Festa da Primavera em 2002, a Festa dos Manjericos no largo do Carmo 2008 ou os eventos de convívio entre tunantes e antigos membros da tuna, sempre com o objetivo de manter a tradição viva e integrada na vida cultural do Instituto Superior Técnico. Nos dias atuais, a festa acontece nos habituais dois dias do festival, funcionando como um evento de encerramento informal pós-espetáculo e prolonga o ambiente festivo entre tunantes, organização e convidados. O convívio decorre habitualmente em espaços reservados pela TUIST em Lisboa e é marcado por momentos de convívio e música. 
Filmes
A partir dos anos 2000, a TUIST passou a utilizar filmes de apresentação como forma criativa de introduzir a sua própria entrada em palco, colmatando a dificuldade logística de preparar uma atuação enquanto os responsáveis pelas apresentações estavam ainda em cena. O primeiro desses filmes surgiu na sexta edição do festival e mostrava os membros da TUIST “em férias no México”, culminando numa entrada em palco sincronizada com a projeção. A fórmula teve tanto sucesso que se tornou tradição, com filmes subsequentes a explorarem conceitos variados, incluindo animação no estilo de South Park. Estes vídeos funcionam como verdadeiros trailers do espírito da TUIST, sendo projetados imediatamente antes da sua atuação, muitas vezes com grande expectativa e entusiasmo por parte do público.

## Particularidades
Como tuna, a TUIST possui características distintas que a diferenciam de outros grupos musicais. Entre essas particularidades, destacam-se a hierarquia baseada na praxe académica, o processo de admissão de novos candidatos, a permanência dos seus membros, as atuações e o uso do traje académico tradicional.
Como uma tuna masculina, aceita unicamente estudantes do sexo masculino com, no mínimo, uma matrícula no Instituto Superior Técnico. Não é exigida formação musical prévia.

### Estandarte
O estandarte da TUIST é um símbolo de grande significado e representatividade, funcionando como emblema visual da Tuna. Influenciada pela sua Tuna Madrinha (TAE), a TUIST optou por criar um estandarte em vez de uma bandeira, como era comum na maioria das tunas. O símbolo da Tuna materializou-se assim num pendão, afirmando a postura distinta e a identidade própria da TUIST.
Está presente em todas as atuações e eventos oficiais, e é transportado por membros da Tuna, conferindo a exclusividade do grupo. O símbolo presente no estandarte é baseado no símbolo oficial do IST, com algumas adaptações, reforçando a ligação da TUIST ao IST. Além do seu valor simbólico, o estandarte assume também um papel cerimonial, marcando a entrada e saída da Tuna em palco e reforçando a sua presença institucional em contextos académicos e culturais.

### Caloiros e Veteranos
Tanto os caloiros como os veteranos usam o traje académico tradicional português — composto por capa e batina negras — sendo, por norma, indistinguíveis entre si. Uma das particularidades da TUIST é o uso da capa negra sem emblemas, mantendo a sobriedade e uniformidade visual entre os tunos.
A distinção entre caloiros e veteranos é feita através da atribuição de uma fita bordada com o nome do veterano e o brasão da TUIST. Esta fita é entregue simbolicamente no momento em que o membro transita à etapa de veterano.
A permanência na Tuna é concedida apenas quando o caloiro ascende ao título de veterano. Nessa altura, o membro torna-se permanente. Como os membros não deixam formalmente a Tuna ao tornarem-se veteranos, o número total de elementos tende a aumentar com o tempo.

### Membros de Honra
Os membros de honra são personalidades que, embora possam não ter pertencido à Tuna como elementos ativos, desempenharam um papel relevante no seu desenvolvimento ou mantêm uma ligação significativa com a sua história. Em sinal de agradecimento, a TUIST convida-os a integrar oficialmente o seu legado, atribuindo-lhes uma fita bordada semelhante à dos veteranos, simbolizando o reconhecimento pelo seu contributo distinto para a história da Tuna.

### Personalidades da Tuna
Ao longo da sua história, a Tuna Universitária do Instituto Superior Técnico (TUIST) contou com a participação de numerosos estudantes do Instituto Superior Técnico, que, após concluírem o seu percurso académico, seguiram naturalmente carreiras nas áreas da engenharia ou da arquitetura.
No entanto, alguns dos membros que marcaram a história da Tuna optaram por trajetos profissionais fora dessas áreas, em particular no mundo da música. Motivados pela paixão que desenvolveram durante o seu tempo na TUIST, vários elementos enveredaram por carreiras musicais. Entre eles, destacam-se figuras que alcançaram reconhecimento nacional e internacional, como Mário “Lundum” Fernandes, renomado fadista; Luís Coelho, guitarrista profissional; e Bruno Almeida, tenor de carreira consolidada, além de outros que deixaram sua marca no cenário musical nacional.

## Digressões

### Digressão Nacional
Todos os anos, a Tuna Universitária do Instituto Superior Técnico realiza uma digressão nacional, percorrendo diversas cidades de Portugal para participar em festivais de tunas e outros eventos académicos e culturais. Até ao momento, a Tuna passou por: Açores, Almada, Aveiro, Barcelos, Beja, Braga, Castelo Branco, Coimbra, Covilhã, Évora, Faro, Funchal, Guarda, Guimarães, Leiria, Lisboa, Loulé, Loures, Machico, Madeira, Montemor-o-Novo, Oeiras, Porto, Santarém, Setúbal, Tomar, Viana do Castelo e Viseu, promovendo o espírito de convívio, a partilha musical e a tradição académica que a caracteriza.
A TUIST tem por tradição inovar-se a cada aparição, com atuações, músicas e piadas novas, sempre com o charme que a caracteriza.

### Nos Açores e na Madeira
Em 2006, a TUIST aceitou um convite para o festival “El Açor” na ilha de São Miguel, nos Açores. Em 2007, 2011, 2016 e 2024 a TUIST repetiu a digressão aos Açores, desta vez na ilha Terceira, sendo recebida pela pela tuna anfitriã, a TUSA – Tuna Universitas Scientiarium Agrariarum da Universidade dos Açores￼, para participar no seu festival “Ciclone”. Tanto em 2011 e em 2016, o grupo aproveitou para voltar a São Miguel para o festival “El Açor”.
A TUIST viajou pela primeira vez à ilha da Madeira em 2004, participando no IV Festival Internacional de Tunas do Atlântico. Voltou em 2011, desta vez para participar no festival “XI FesTA”. Essas viagem incluiu atuações junto de comunidades académicas e permitiu intercâmbios culturais. 

### Digressões Internacionais
Como forma de levar a sua música mais longe, a TUIST tem ocasionalmente digressões além-fronteiras, começando em 1996 com uma visita ao Peru e à Venezuela. Desde aí, o grupo marcou presença em países como França, Alemanha, Itália, Estados Unidos da América e, mais recentemente, Brasil. Estas atuações internacionais permitem à TUIST divulgar a cultura portuguesa e a tradição académica, partilhando o seu repertório e valores com públicos de todo o mundo.

#### Venezuela / Peru (1996)
A primeira digressão internacional da TUIST realizou-se em 1996, após um convite para participar num encontro de tunas universitárias em Lima, no Peru. Antes do evento principal, a Tuna realizou uma paragem em Caracas, na Venezuela. Esta viagem constituiu a estreia internacional da TUIST e o começo para futuras digressões de mesma dimensão.

#### França (2004)
Em 2004, a Tuna voltou a realizar uma digressão internacional, desta vez em França. A focou-se em atuações em Paris, com o objetivo de reforçar os laços com outras tunas e instituições culturais europeias.

#### Itália (2010)
Esta digressão inseriu-se em eventos académicos e culturais por diversas cidades italianas, alargando o reconhecimento internacional da TUIST, apresentando assim o seu repertório a novos públicos europeus.

#### Estados Unidos da América (2012)
A convite da Fundação Luso-Americana (FLA), a TUIST participou nas comemorações do Dia de Portugal, nos EUA. As atuações decorreram no Central Park, em Nova Iorque, e na cidade de Newark, junto da comunidade luso-americana. 

#### Alemanha (2013, 2014 e 2023)
A Alemanha é, até à data, o país mais visitado pela TUIST em contexto de digressão internacional. Em 2013, 2014 e 2023, a Tuna participou no Festival Junger Künstler Bayreuth (Festival de Jovens Artistas de Bayreuth), realizado na Baviera. Este festival internacional reúne orquestras, coros e grupos musicais de todo o mundo, proporcionando oportunidades únicas de colaboração artística. A presença da TUIST no festival incluiu atuações conjuntas com outros grupos e destacou-se pela promoção da tradição musical académica portuguesa num contexto intercultural.

#### Paris (2018)
Em 2018, a Tuna regressou a França para atuar em Paris, em eventos dirigidos à comunidade portuguesa.

#### Espanha (2022)
A digressão realizada em 2022 levou a TUIST até Málaga, em Espanha. Por não contar com apoios institucionais ou organização formal, a viagem assumiu um caráter mais descontraído, servindo como oportunidade para reforçar o espírito de grupo. Durante a estadia, o grupo realizou várias atuações de rua como forma de angariar fundos e manter a tradição académica viva num ambiente informal e espontâneo.

#### Brasil (2024)
A mais recente digressão internacional da TUIST teve lugar em 2024, com uma visita ao Brasil. Pela primeira vez na sua história, a Tuna realizou uma digressão conjunta com outra tuna portuguesa, a Azeituna. O percurso incluiu atuações em Itatiba, São Paulo, Campinas, Poços de Caldas e Santos. Esta iniciativa inédita levou a tradição académica portuguesa até ao continente sul-americano, em dose dupla, promovendo o espírito universitário e a cultura lusófona num dos países com maior afinidade cultural com Portugal.

## Discografia
A TUIST lançou seis álbuns ao longo da sua história: cinco álbuns ao vivo e uma compilação de sucessos.

### II TUIST (1994)
O primeiro disco da TUIST é um CD duplo comemorativo do “II Festival Internacional de Tunas Universitárias do IST”, realizado no Coliseu dos Recreios. Alcançou o galardão de Disco de Prata.
Este álbum, gravado durante o festival, reúne algumas das atuações das tunas participantes do II TUIST, nomeadamente: a Tuna de Medicina de Múrcia, TUM (Tuna Universitária do Minho), TAE (Tuna do Liceu de Évora), EUC (Estudantina Universitária de Coimbra), TUP (Tuna Universitária do Porto), Tuna Universitaria de Santander, anTUNiA (Tuna de Ciência e Tecnologia da Universidade Nova de Lisboa), Tuna del Distrito Universitario de Granada e EUL (Estudantina Universitária de Lisboa), assim como a Própria TUIST, totalizando 33 músicas repartidas pelos dois CDs.
Nela encontram-se faixas importantes como os originais “Vida de Estudante”, o hino, e “Marcha do Caloiro”, uma marcha dedicada a todos aqueles que iniciam o seu percurso na faculdade.

### III TUIST (1995)
O segundo disco da TUIST segue os mesmo moldes do anterior, apresentando as músicas das tunas que participaram no “III TUIST - Festival Internacional de Tunas”, nomeadamente: a TUP (Tuna Universitária do Porto), Tuna Universitária Carlos III De Madrid, TAE (Tuna do Liceu de Évora), Azeituna, Cuarentuna De Barcelona, Tun'America, EUL (Estudantina Universitária de Lisboa), Tuna De Ingenieros Técnicos Industriales De Barcelona, anTUNiA (Tuna de Ciência e Tecnologia da Universidade Nova de Lisboa), TUM (Tuna Universitária do Minho), Tuna Universitaria De Deusto, totalizando 40 músicas repartidas pelos dois CDs.
Este álbum introduz no repertório da TUIST uma adaptação da música "Lisboa, Menina e Moça" e um original intitulado de “Encanto”.

### TUIST em Concerto com Orquestra do Norte (2011)
Como forma de tributo ao centenário do IST, a TUIST apresentou o “TUIST em Concerto”, um espetáculo em colaboração com a Orquestra do Norte. É desse tributo que surge o 3º álbum da TUIST, seguindo também este os moldes dos anteriores. O projeto é um marco na história da TUIST, destacando a sua versatilidade musical ao combinar o repertório tradicional de uma tuna universitária com arranjos orquestrais sofisticados. O álbum foi lançado em formato CD/DVD, permitindo aos ouvintes e espectadores experienciar não só o áudio como as imagens do concerto.

###### Faixas
| Nº | Faixa                     | Duração |
| 1  | Noites de Luar            | 05:51   |
| 2  | Tinta Verde               | 03:02   |
| 3  | Vontade de Ser            | 04:28   |
| 4  | Amélia dos Olhos Doces    | 05:02   |
| 5  | Foi Deus                  | 04:05   |
| 6  | Se Um Dia Não Houver Luar | 03:34   |
| 7  | Verdes Anos               | 05:14   |
| 8  | Dou-me ao Mar             | 04:35   |
| 9  | Lágrima                   | 05:11   |
| 10 | Marcha do Centenário      | 03:12   |
| 11 | Povo que Lavas no Rio     | 05:08   |
| 12 | Core n’ Grato             | 04:58   |
| 13 | Vida de Estudante         | 04:07   |

### TUIST 20 Anos (2013)
Como comemoração do vigésimo aniversário, a TUIST decide lançar o seu primeiro álbum de compilações. Este trabalho reúne uma seleção de temas que refletem a diversidade e a paixão que caracterizam a TUIST, desde serenatas tradicionais até adaptações de músicas populares. Muitas destas músicas são as melhores gravações de atuações no diversos festivais até então, sendo as restantes gravações em estúdio.

###### Faixas
| Nº | Título                    | Duração |
| 1  | Amália dos Olhos Doces    | 04:53   |
| 2  | Barco Negro               | 03:48   |
| 3  | Boa Nova                  | 02:40   |
| 4  | Core n'grato              | 04:21   |
| 5  | Dou-me ao Mar             | 04:41   |
| 6  | Encanto                   | 06:03   |
| 7  | Esta Lisboa que eu amo    | 01:51   |
| 8  | Estranha Forma de Vida    | 04:43   |
| 9  | Fado da Sina              | 02:55   |
| 10 | Foi Deus                  | 04:10   |
| 11 | Lágrima                   | 05:11   |
| 12 | Lisboa Menina e Moça      | 03:32   |
| 13 | Lisboa                    | 06:05   |
| 14 | Melodias                  | 03:37   |
| 15 | O Teu Olhar               | 02:28   |
| 16 | Ontem Hoje e Amanhã       | 02:48   |
| 17 | Pouco que lavas no rio    | 04:48   |
| 18 | Se um dia não houver luar | 03:21   |
| 19 | Um a Zero                 | 03:33   |
| 20 | Verdes Anos               | 05:05   |
| 21 | Vida de Estudante         | 03:30   |
| 22 | Vontade de Ser            | 04:11   |
| 23 | Santa Morena              | 03:47   |

### XX TUIST - 25 Anos (2018)
O quinto disco da TUIST é, também ele, uma gravação do festival comemorativo do “XX TUIST - Festival de Tunas Cidade de Lisboa”, como forma de comemoração do 25º aniversário da TUIST.

###### Faixas
| Nº | Título                    | Artista(s)                                       | Duração |
| 1  | O Padrinho                | TFIST                                            | 04:18   |
| 2  | Saudade                   | TFIST                                            | 03:43   |
| 3  | Velho Lobo do Mar         | Estudantina Universitária de Lisboa              | 03:56   |
| 4  | Amor à Portugal           | Estudantina Universitária de Lisboa              | 02:02   |
| 5  | O Tejo correu no Tejo     | anTUNiA                                          | 04:35   |
| 6  | Em Água e Sal             | anTUNiA                                          | 04:08   |
| 7  | O Último Romântico        | Scalabituna                                      | 04:34   |
| 8  | Noites de Verão           | Scalabituna                                      | 03:54   |
| 9  | Canção do Piréu           | Tuna Académica do Liceu de Évora                 | 02:24   |
| 10 | Hino Académico            | Tuna Académica do Liceu de Évora                 | 02:07   |
| 11 | Timor                     | Tuna Universitária do Porto                      | 06:20   |
| 12 | Madalena                  | Tuna Universitária do Porto                      | 04:03   |
| 13 | Entrada + A minha música  | Azeituna                                         | 04:21   |
| 14 | Anunciação                | Azeituna                                         | 04:26   |
| 15 | Dos Gardenias             | Estudantina Universitária de Coimbra             | 03:17   |
| 16 | Numa Noite de Luar        | Estudantina Universitária de Coimbra             | 03:20   |
| 17 | Vontade de Ser            | Tuna Universitária do Instituto Superior Técnico | 04:22   |
| 18 | Dou-me ao Mar             | Tuna Universitária do Instituto Superior Técnico | 04:25   |
| 19 | Barco Negro               | Tuna Universitária do Instituto Superior Técnico | 03:49   |
| 20 | Alfama                    | Tuna Universitária do Instituto Superior Técnico | 04:38   |
| 21 | Lisboa Não Sejas Francesa | Tuna Universitária do Instituto Superior Técnico | 03:32   |
| 22 | Fado da Sina              | Tuna Universitária do Instituto Superior Técnico | 03:10   |
| 23 | Boa Nova                  | Tuna Universitária do Instituto Superior Técnico | 02:32   |
| 24 | Se um dia não houver luar | Tuna Universitária do Instituto Superior Técnico | 03:20   |
| 25 | Amália dos Olhos Doces    | Tuna Universitária do Instituto Superior Técnico | 04:38   |
| 26 | Pouco que lava no rio     | Tuna Universitária do Instituto Superior Técnico | 04:49   |
| 27 | Foi Deus                  | Tuna Universitária do Instituto Superior Técnico | 04:27   |
| 28 | Vida de Estudante         | Tuna Universitária do Instituto Superior Técnico | 03:42   |

### EP - Fado  (2025)
O sexto e mais recente disco da TUIST é uma pequena compilação de músicas gravadas no XXIII TUIST que teve parte do espetáculo dedicado ao Fado. Este EP apresenta versões de arranjos nunca antes publicados oficialmente pela Tuna.

###### Faixas
| Nº | Título                               | Duração |
| 1  | Fado Menor                           | 02:38   |
| 2  | Fadista Louco                        | 02:47   |
| 3  | O Vento                              | 02:28   |
| 4  | Alfama                               | 04:44   |
| 5  | Paredes meias com Armandinho e Nunes | 03:21   |